# Liste der Naturdenkmale in Helmstadt-Bargen
| Naturdenkmale | Anzahl |
| ------------- | ------ |
| FND           | 0      |
| END           | 2      |
| Gesamt        | 2      |

Die Liste der Naturdenkmale in Helmstadt-Bargen nennt die verordneten Naturdenkmale (ND) der im baden-württembergischen Rhein-Neckar-Kreis liegenden Gemeinde Helmstadt-Bargen. In Helmstadt-Bargen gibt es insgesamt zwei als Naturdenkmal geschützte Objekte, keines ist ein flächenhaftes Naturdenkmal (FND), beide sind Einzelgebilde-Naturdenkmale (END).
Stand: 31. Oktober 2016.

## Einzelgebilde (END)
| Name                     | Bild | Kennung     | Einzelheiten     | Position | Fläche Hektar | Datum         |
| ------------------------ | ---- | ----------- | ---------------- | -------- | ------------- | ------------- |
| Wolfsloch-Buche          | BW   | 82261060001 | Helmstadt-Bargen | ⊙        | 0,0           | 26. Feb. 2004 |
| Wolfsloch-Eiche          | BW   | 82261060002 | Helmstadt-Bargen | ⊙        | 0,0           | 26. Feb. 2004 |
| Legende für Naturdenkmal |      |             |                  |          |               |               |